# Quân khu Quân đội nhân dân Việt Nam

Các quân khu hiện tại của Việt Nam

Quân khu trong Quân đội nhân dân Việt Nam là một đơn vị có quy mô lớn trong Quân đội nhân dân Việt Nam trên cấp Sư đoàn, bao gồm các quân binh chủng hợp thành (Bộ binh, Pháo binh, Công binh, Tăng – Thiết giáp, Đặc công, Hóa học, Thông tin Liên lạc) và các cơ quan chuyên ngành theo chức năng. Người đứng đầu một quân khu là một tư lệnh mang quân hàm cao nhất là Trung tướng.

## Lịch sử
Ở Việt Nam, việc thành lập các quân khu được tiến hành từ thời Chiến tranh Đông Dương. Sau năm 1954, Quân đội nhân dân Việt Nam vẫn dùng tên gọi "quân khu" để chỉ các tổ chức bộ đội địa phương của mình cả ở miền Bắc lẫn miền Nam. Trong khi đó, Quân lực Việt Nam Cộng hòa ban đầu dùng tên gọi "vùng chiến thuật" và sau này mới chuyển sang dùng "quân khu" và một Biệt khu Thủ đô để quản lý Sài Gòn.
Sau năm 1975, Quân đội nhân dân Việt Nam có 9 quân khu và 2 đặc khu. Nay biên chế lại các quân khu với 7 quân khu và Bộ Tư lệnh Thủ đô.
- Quân khu 1 hay Quân khu Đông Bắc, bao gồm các tỉnh: Cao Bằng, Lạng Sơn, Thái Nguyên và Bắc Ninh.
- Quân khu 2 hay Quân khu Tây Bắc, bao gồm các tỉnh: Tuyên Quang, Phú Thọ, Lào Cai, Lai Châu, Điện Biên và Sơn La.
- Quân khu 3 hay Quân khu Hồng Hà, bao gồm các tỉnh, thành: Hải Phòng, Hưng Yên, Ninh Bình và Quảng Ninh.
- Quân khu 4 hay Quân khu Bắc Miền Trung, bao gồm các tỉnh, thành: Thanh Hóa, Nghệ An, Hà Tĩnh, Quảng Trị và Huế.
- Quân khu 5 hay Quân khu Nam Miền Trung (Quân khu 6 được gộp vào Quân khu 5), bao gồm các tỉnh, thành: Đà Nẵng, Quảng Ngãi, Gia Lai, Đắk Lắk, Khánh Hòa.
- Quân khu 7 hay Quân khu Miền Đông (Quân khu 10 được gộp vào Quân khu 7), bao gồm các tỉnh, thành: Thành phố Hồ Chí Minh, Đồng Nai, Tây Ninh và Lâm Đồng.
- Quân khu 9 hay Quân khu Cửu Long (Quân khu 8 được gộp vào Quân khu 9), bao gồm các tỉnh, thành: Cần Thơ, Vĩnh Long, Đồng Tháp, An Giang và Cà Mau.

Bên cạnh đó là một Bộ Tư lệnh có chức năng như một quân khu quản lý Thủ đô Hà Nội (trước đây vốn là Quân khu Thủ đô, được thành lập cho Thủ đô Hà Nội mới trên cơ sở sáp nhập Thủ đô Hà Nội và Hà Tây năm 2008) là Bộ Tư lệnh Thủ đô Hà Nội.
Các Quân chủng Hải quân và Quân chủng Phòng không – Không quân cũng có cách tổ chức phòng thủ địa bàn riêng tương tự Lục quân.

## Nhiệm vụ
Nhiệm vụ chung của các Quân khu của Quân đội nhân dân Việt Nam là tham mưu giúp Đảng ủy, chỉ huy Bộ Quốc phòng về công tác tổ chức, xây dựng, quản lý và chỉ huy lực lượng vũ trang trong một khu vực nhằm bảo vệ khu vực đặc trách được giao. Chức năng cơ bản của quân khu là tác chiến bảo vệ lãnh thổ quân khu, xây dựng và củng cố nền quốc phòng toàn dân ở địa phương.

## Lãnh đạo chung
- Tư lệnh: 01 người, Trung tướng (nhóm 3) thường là Phó Bí thư Đảng ủy Quân khu
- Chính ủy: 01 người, Trung tướng (nhóm 3) thường là Bí thư Đảng ủy Quân khu
- Phó Tư lệnh kiêm Tham mưu trưởng: 01 người, Thiếu tướng (nhóm 4), thường là Ủy viên Thường vụ Đảng ủy Quân khu
- Phó Tư lệnh: 03 người, Thiếu tướng (nhóm 4), thường là 01 Ủy viên Thường vụ Đảng ủy Quân khu, 02 Đảng ủy viên Quân khu
- Phó Chính ủy: 01 người, Thiếu tướng (nhóm 4), thường là Ủy viên Thường vụ Đảng ủy Quân khu

## Tổ chức chung

### Cơ quan trực thuộc
- Văn phòng (nhóm 6)
- Thanh tra (nhóm 6)
- Phòng Tài chính (nhóm 6)
- Phòng Khoa học Quân sự (nhóm 6)
- Phòng Thông tin Khoa học Quân sự (nhóm 6)
- Phòng Điều tra hình sự (nhóm 6)
- Phòng Kinh tế (nhóm 6)
- Bộ Tham mưu

1. Tham mưu trưởng: 01 người, Thiếu tướng (nhóm 4)
2. Phó Tham mưu trưởng: 01 người, Thiếu tướng (nhóm 5), phải là Bí thư hoặc Phó Bí thư Đảng ủy Bộ Tham mưu
3. Phó Tham mưu trưởng: 03 người, Đại tá (nhóm 5)
4. Phòng Chính trị (nhóm 7)
5. Phòng Tác chiến (nhóm 7)
6. Phòng Quân lực (nhóm 7)
7. Phòng Quân huấn (nhóm 7)
8. Phòng Thông tin (nhóm 7)
9. Phòng Cơ yếu (nhóm 7)
10. Phòng Cứu hộ (nhóm 7)
11. Phòng Biên phòng (nhóm 7)
12. Phòng Dân quân Tự vệ (nhóm 7)
13. Phòng Công binh (nhóm 7)
14. Phòng Tác chiến điện tử (nhóm 7)
15. Phòng Quân báo (nhóm 7)
16. Phòng Hóa học (nhóm 7)
17. Phòng Tăng Thiết giáp (nhóm 7)
18. Phòng Pháo binh (nhóm 7)
19. Phòng Phòng không (nhóm 7)
20. Phòng Trinh sát (nhóm 7)
21. Ban Tài chính
22. Ban Hành chính
23. Ban Công nghệ thông tin
24. Ban Bản đồ
25. Tiểu đoàn Đặc công
26. Tiểu đoàn Hóa học
27. Tiểu đoàn Trinh sát
28. Tiểu đoàn Pháo binh
29. Tiểu đoàn Công binh
30. Tiểu đoàn Cảnh vệ

- Cục Chính trị

1. Cục trưởng: 01 người, Thiếu tướng (nhóm 4)
2. Phó Cục trưởng: 01 người, Thiếu tướng (nhóm 5), phải là Bí thư hoặc Phó Bí thư Đảng ủy Cục Chính trị
3. Phó Cục trưởng: 02 người, Đại tá (nhóm 5)
4. Phòng Kế hoạch Tổng hợp(nhóm 7)
5. Phòng Tuyên huấn (nhóm 7)
6. Phòng Cán bộ (nhóm 7)
7. Phòng Tổ chức (nhóm 7)
8. Phòng Dân vận (nhóm 7)
9. Phòng Bảo vệ An ninh (nhóm 7)
10. Phòng Chính sách (nhóm 7)
11. Ủy ban Kiểm tra Đảng (nhóm 6)
12. Tòa án Quân sự Quân khu (nhóm 6)
13. Viện Kiểm sát Quân sự Quân khu (nhóm 6)
14. Ban Kế hoạch-Tổng hợp
15. Ban Phụ nữ
16. Ban Công đoàn
17. Ban Tài chính
18. Bảo tàng Quân khu
19. Báo Quân khu
20. Đoàn Nghệ thuật Quân khu

- Cục Hậu cần

1. Cục trưởng: 01 người, Đại tá (nhóm 5)
2. Chính ủy: 01 người, Đại tá (nhóm 5)
3. Phó Cục trưởng: 02 người, Đại tá (nhóm 6)
4. Phòng Kế hoạch-Tổng hợp (nhóm 7)
5. Phòng Chính trị (nhóm 7)
6. Phòng Quân nhu (nhóm 7)
7. Phòng Doanh trại (nhóm 7)
8. Phòng Xăng dầu (nhóm 7)
9. Phòng Vận tải (nhóm 7)
10. Phòng Quân y (nhóm 7)
11. Ban Tài chính
12. Trung đoàn vận tải (nhóm 8)
13. Các Kho Hậu cần
14. Các Bệnh viện Quân y

- Cục Kỹ thuật

1. Cục trưởng: 01 người, Đại tá (nhóm 5)
2. Chính ủy: 01 người, Đại tá (nhóm 5)
3. Phó Cục trưởng: 02 người, Đại tá (nhóm 6)
4. Phòng Kế hoạch-Tổng hợp (nhóm 7)
5. Phòng Chính trị (nhóm 7)
6. Phòng Xe-Máy (nhóm 7)
7. Phòng Quân khí (nhóm 7)
8. Ban Tài chính
9. Xưởng sửa chữa tổng hợp
10. Các Kho Xe-Máy
11. Các Kho Quân khí

### Đơn vị cơ sở trực thuộc
- Sư đoàn Bộ binh: 03 Sư đoàn
- Sư đoàn Kinh tế quốc phòng: 3-6 Sư đoàn
- Bộ Chỉ huy quân sự tỉnh (gồm các tỉnh trong khu vực Quân khu quản lý)
- Lữ đoàn Pháo binh
- Lữ đoàn Phòng không
- Lữ đoàn Tăng-Thiết giáp
- Lữ đoàn Công binh
- Lữ đoàn Thông tin
- Trường Cao đẳng Nghề
- Trường Quân sự Quân khu